# Nata (reka)
Reka Nata ali Manzamnyama je naravni vodotok v južni Afriki. Je presihajoča reka, ki teče v Zimbabveju in Bocvani.

## Opis
Od izvira do ustja je dolga 330 kilometrov, v Zimbabveju 210 kilometrov, v Bocvani pa 120 kilometrov. Njena skupna površina porečja je 24.585 kvadratnih kilometrov. Reka izvira v Sandownu (J20.425036˚, V28.180660˚), majhnem kmetijskem mestu, ki leži na osrednjem zimbabvejskem porečju 50 kilometrov jugozahodno od Bulawaya, in se po prečkanju meje obrne proti jugozahodu in konča v slani kotanji Makgadikgadi (J20.348816˚, V26.240166˚) v Bocvani. Tvori mejo med provincama Matabeleland North in Matabeleland South.
Iz solin ni iztoka, zato jih lahko štejemo za »mrtvo morje« juga. Zgornji tok reke je na območju komercialnega kmetijstva, kjer so dobre okoljske in kmetijske prakse privedle do zelo majhnega zamuljevanja/sedimentacije v reki. Impresivna sedimentacija se začne približno 65 kilometrov vzdolž rečne poti, kar označuje začetek 90-kilometrskega odseka v Zimbabveju, kjer reka teče skozi skupna kmetijska območja. Na tem odseku se uresniči potencial reke za črpanje peska in skupnosti se zanašajo na peščeno rečno vodo za domače, kmetijske in živinorejske namene. 
V Bocvani je reka Nata vir vode za presihajoča mokrišča v slaniščih Makgadikgadi, kjer uspevajo številne vrste z omejeno razširjenostjo.
Konkretno se reka Nata izliva v slano kotanjo Sua, ki odvaja vodo iz delov vzhodne Bocvane in jugozahodnega Zimbabveja.